# David García Santana
David García Santana (Maspalomas, 25 febbraio 1982) è un calciatore spagnolo, difensore del Tamaraceite.

## Caratteristiche tecniche
È un difensore centrale.